# Liste der Nummer-eins-Hits in den USA (1994)
Dies ist eine Liste der Nummer-eins-Hits in den von Billboard ermittelten Charts in den USA (Hot 100) im Jahr 1994. In diesem Jahr gab es zehn Nummer-eins-Singles und zweiundzwanzig Nummer-eins-Alben.

## Singles
| ← 1993 ← | Liste der Nummer-eins-Hits in den USA | Liste der Nummer-eins-Hits in den USA | Liste der Nummer-eins-Hits in den USA                                               | 1995 →                    |
| \| Zeitraum \| Wo. ges. \| Interpret \| Titel Autor(en) \| Zusätzliche Informationen \| \| (Zeitraum, Wochen auf Platz eins, Interpret, Titel, Autor[en], zusätzliche Informationen) \| \| \| \| \| \| ----------------------------------------------------------------------------------------- \| -------- \| -------------------------------- \| -------------------------------------------------------------------------------------- \| ------------------------- \| \| 25. Dezember 1993 – 21. Januar 1994 4 Wochen (insgesamt 4) \| 4 \| Mariah Carey \| Hero[1] Mariah Carey, Walter Afanasieff \| - \| \| 22. Januar 1994 – 11. Februar 1994 3 Wochen (insgesamt 3) \| 3 \| Bryan Adams, Rod Stewart & Sting \| All for Love[2] Bryan Adams, Robert Lange, Michael Kamen \| - \| \| 12. Februar 1994 – 11. März 1994 4 Wochen (insgesamt 4) \| 4 \| Céline Dion \| The Power of Love[3] Gunther Mende, Candy DeRouge, Jennifer Rush, Mary Susan Applegate \| - \| \| 12. März 1994 – 8. April 1994 4 Wochen (insgesamt 6) \| 6 \| Ace of Base \| The Sign[4] Jonas Berggren \| - \| \| 9. April 1994 – 6. Mai 1994 4 Wochen (insgesamt 4) \| 4 \| R. Kelly \| Bump n’ Grind[5] R. Kelly \| - \| \| 7. Mai 1994 – 20. Mai 1994 2 Wochen (insgesamt 6) \| 6 \| Ace of Base \| The Sign Jonas Berggren \| - \| \| 21. Mai 1994 – 5. August 1994 11 Wochen (insgesamt 11) \| 11 \| All-4-One \| I Swear[6] Frank J. Myers, Gary Baker \| - \| \| 6. August 1994 – 26. August 1994 3 Wochen (insgesamt 3) \| 3 \| Lisa Loeb & Nine Stories \| Stay (I Missed You)[7] Lisa Loeb \| - \| \| 27. August 1994 – 2. Dezember 1994 14 Wochen (insgesamt 14) \| 14 \| Boyz II Men \| I’ll Make Love to You[8] Babyface \| - \| \| 3. Dezember 1994 – 16. Dezember 1994 2 Wochen (insgesamt 6) \| 6 \| Boyz II Men \| On Bended Knee[9] Jimmy Jam, Terry Lewis \| - \| \| 17. Dezember 1994 – 30. Dezember 1994 2 Wochen (insgesamt 2) \| 2 \| Ini Kamoze \| Here Comes the Hotstepper[10] Ini Kamoze, Chris Kenner, Kenton Nix, Salaam Remi \| - \| |                                       |                                       |                                                                                     |                           |
| ← 1993 |                                       |                                       |                                                                                     | → 1995 →                  |
| Zeitraum | Wo. ges.                              | Interpret                             | Titel Autor(en)                                                                     | Zusätzliche Informationen |
| (Zeitraum, Wochen auf Platz eins, Interpret, Titel, Autor[en], zusätzliche Informationen) |                                       |                                       |                                                                                     |                           |
| 25. Dezember 1993 – 21. Januar 1994 4 Wochen (insgesamt 4) | 4                                     | Mariah Carey                          | Hero Mariah Carey, Walter Afanasieff                                                | -                         |
| 22. Januar 1994 – 11. Februar 1994 3 Wochen (insgesamt 3) | 3                                     | Bryan Adams, Rod Stewart & Sting      | All for Love Bryan Adams, Robert Lange, Michael Kamen                               | -                         |
| 12. Februar 1994 – 11. März 1994 4 Wochen (insgesamt 4) | 4                                     | Céline Dion                           | The Power of Love Gunther Mende, Candy DeRouge, Jennifer Rush, Mary Susan Applegate | -                         |
| 12. März 1994 – 8. April 1994 4 Wochen (insgesamt 6) | 6                                     | Ace of Base                           | The Sign Jonas Berggren                                                             | -                         |
| 9. April 1994 – 6. Mai 1994 4 Wochen (insgesamt 4) | 4                                     | R. Kelly                              | Bump n’ Grind R. Kelly                                                              | -                         |
| 7. Mai 1994 – 20. Mai 1994 2 Wochen (insgesamt 6) | 6                                     | Ace of Base                           | The Sign Jonas Berggren                                                             | -                         |
| 21. Mai 1994 – 5. August 1994 11 Wochen (insgesamt 11) | 11                                    | All-4-One                             | I Swear Frank J. Myers, Gary Baker                                                  | -                         |
| 6. August 1994 – 26. August 1994 3 Wochen (insgesamt 3) | 3                                     | Lisa Loeb & Nine Stories              | Stay (I Missed You) Lisa Loeb                                                       | -                         |
| 27. August 1994 – 2. Dezember 1994 14 Wochen (insgesamt 14) | 14                                    | Boyz II Men                           | I’ll Make Love to You Babyface                                                      | -                         |
| 3. Dezember 1994 – 16. Dezember 1994 2 Wochen (insgesamt 6) | 6                                     | Boyz II Men                           | On Bended Knee Jimmy Jam, Terry Lewis                                               | -                         |
| 17. Dezember 1994 – 30. Dezember 1994 2 Wochen (insgesamt 2) | 2                                     | Ini Kamoze                            | Here Comes the Hotstepper Ini Kamoze, Chris Kenner, Kenton Nix, Salaam Remi         | -                         |

## Alben
| ← 1993 ← | Liste der Nummer-eins-Alben in den USA | Liste der Nummer-eins-Alben in den USA | Liste der Nummer-eins-Alben in den USA | 1995 →                    |
| \| Zeitraum \| Wo. ges. \| Interpret \| Titel \| Zusätzliche Informationen \| \| (Zeitraum, Wochen auf Platz eins, Interpret, Titel, zusätzliche Informationen) \| \| \| \| \| \| ------------------------------------------------------------------------------ \| -------- \| ---------------------------------- \| ------------------------------- \| ------------------------- \| \| 1. Januar 1994 – 14. Januar 1994 2 Wochen (insgesamt 8) \| 8 \| Mariah Carey \| Music Box[11] \| - \| \| 15. Januar 1994 – 21. Januar 1994 1 Woche (insgesamt 3) \| 3 \| Snoop Doggy Dogg \| Doggystyle[12] \| - \| \| 22. Januar 1994 – 11. Februar 1994 3 Wochen (insgesamt 8) \| 8 \| Mariah Carey \| Music Box \| - \| \| 12. Februar 1994 – 18. Februar 1994 1 Woche (insgesamt 1) \| 1 \| Alice in Chains \| Jar of Flies[13] \| - \| \| 19. Februar 1994 – 25. Februar 1994 1 Woche (insgesamt 1) \| 1 \| John Michael Montgomery \| Kickin' It Up[14] \| - \| \| 26. Februar 1994 – 4. März 1994 1 Woche (insgesamt 1) \| 1 \| Toni Braxton \| Toni Braxton[15] \| - \| \| 5. März 1994 – 18. März 1994 2 Wochen (insgesamt 8) \| 8 \| Mariah Carey \| Music Box \| - \| \| 19. März 1994 – 25. März 1994 1 Woche (insgesamt 2) \| 2 \| Toni Braxton \| Toni Braxton \| - \| \| 26. März 1994 – 1. April 1994 1 Woche (insgesamt 1) \| 1 \| Soundgarden \| Superunknown[16] \| - \| \| 2. April 1994 – 8. April 1994 1 Woche (insgesamt 1) \| 1 \| Ace of Base \| The Sign[17] \| - \| \| 9. April 1994 – 15. April 1994 1 Woche (insgesamt 1) \| 1 \| Pantera \| Far Beyond Driven[18] \| - \| \| 16. April 1994 – 22. April 1994 1 Woche (insgesamt 1) \| 1 \| Bonnie Raitt \| Longing in Their Hearts[19] \| - \| \| 23. April 1994 – 20. Mai 1994 4 Wochen (insgesamt 4) \| 4 \| Pink Floyd \| The Division Bell[20] \| - \| \| 21. Mai 1994 – 3. Juni 1994 2 Wochen (insgesamt 2) \| 2 \| Tim McGraw \| Not a Moment Too Soon[21] \| - \| \| 4. Juni 1994 – 10. Juni 1994 1 Woche (insgesamt 1) \| 1 \| Original Motion Picture Soundtrack \| The Crow[22] \| - \| \| 11. Juni 1994 – 17. Juni 1994 1 Woche (insgesamt 2) \| 2 \| Ace of Base \| The Sign \| - \| \| 18. Juni 1994 – 24. Juni 1994 1 Woche (insgesamt 1) \| 1 \| Beastie Boys \| Ill Communication[23] \| - \| \| 25. Juni 1994 – 15. Juli 1994 3 Wochen (insgesamt 3) \| 3 \| Stone Temple Pilots \| Purple[24] \| - \| \| 16. Juli 1994 – 16. September 1994 9 Wochen (insgesamt 9) \| 9 \| Elton John, Tim Rice & Hans Zimmer \| The Lion King (Soundtrack)[25] \| - \| \| 17. September 1994 – 30. September 1994 2 Wochen (insgesamt 2) \| 2 \| Boyz II Men \| II[26] \| - \| \| 1. Oktober 1994 – 7. Oktober 1994 1 Woche (insgesamt 1) \| 1 \| Eric Clapton \| From the Cradle[27] \| - \| \| 8. Oktober 1994 – 14. Oktober 1994 1 Woche (insgesamt 3) \| 3 \| Boyz II Men \| II \| - \| \| 15. Oktober 1994 – 28. Oktober 1994 2 Wochen (insgesamt 2) \| 2 \| R.E.M. \| Monster[28] \| - \| \| 29. Oktober 1994 – 4. November 1994 1 Woche (insgesamt 4) \| 4 \| Boyz II Men \| II \| - \| \| 5. November 1994 – 18. November 1994 2 Wochen (insgesamt 2) \| 2 \| Original Soundtrack \| Murder Was the Case[29] \| - \| \| 19. November 1994 – 25. November 1994 1 Woche (insgesamt 1) \| 1 \| Nirvana \| MTV Unplugged in New York[30] \| - \| \| 26. November 1994 – 9. Dezember 1994 2 Wochen (insgesamt 2) \| 2 \| Eagles \| Hell Freezes Over[31] \| - \| \| 10. Dezember 1994 – 23. Dezember 1994 2 Wochen (insgesamt 2) \| 2 \| Kenny G \| Miracles: The Holiday Album[32] \| - \| \| 24. Dezember 1994 – 30. Dezember 1994 1 Woche (insgesamt 1) \| 1 \| Pearl Jam \| Vitalogy[33] \| - \| |                                        |                                        |                                        |                           |
| ← 1993 |                                        |                                        |                                        | → 1995 →                  |
| Zeitraum | Wo. ges.                               | Interpret                              | Titel                                  | Zusätzliche Informationen |
| (Zeitraum, Wochen auf Platz eins, Interpret, Titel, zusätzliche Informationen) |                                        |                                        |                                        |                           |
| 1. Januar 1994 – 14. Januar 1994 2 Wochen (insgesamt 8) | 8                                      | Mariah Carey                           | Music Box                              | -                         |
| 15. Januar 1994 – 21. Januar 1994 1 Woche (insgesamt 3) | 3                                      | Snoop Doggy Dogg                       | Doggystyle                             | -                         |
| 22. Januar 1994 – 11. Februar 1994 3 Wochen (insgesamt 8) | 8                                      | Mariah Carey                           | Music Box                              | -                         |
| 12. Februar 1994 – 18. Februar 1994 1 Woche (insgesamt 1) | 1                                      | Alice in Chains                        | Jar of Flies                           | -                         |
| 19. Februar 1994 – 25. Februar 1994 1 Woche (insgesamt 1) | 1                                      | John Michael Montgomery                | Kickin' It Up                          | -                         |
| 26. Februar 1994 – 4. März 1994 1 Woche (insgesamt 1) | 1                                      | Toni Braxton                           | Toni Braxton                           | -                         |
| 5. März 1994 – 18. März 1994 2 Wochen (insgesamt 8) | 8                                      | Mariah Carey                           | Music Box                              | -                         |
| 19. März 1994 – 25. März 1994 1 Woche (insgesamt 2) | 2                                      | Toni Braxton                           | Toni Braxton                           | -                         |
| 26. März 1994 – 1. April 1994 1 Woche (insgesamt 1) | 1                                      | Soundgarden                            | Superunknown                           | -                         |
| 2. April 1994 – 8. April 1994 1 Woche (insgesamt 1) | 1                                      | Ace of Base                            | The Sign                               | -                         |
| 9. April 1994 – 15. April 1994 1 Woche (insgesamt 1) | 1                                      | Pantera                                | Far Beyond Driven                      | -                         |
| 16. April 1994 – 22. April 1994 1 Woche (insgesamt 1) | 1                                      | Bonnie Raitt                           | Longing in Their Hearts                | -                         |
| 23. April 1994 – 20. Mai 1994 4 Wochen (insgesamt 4) | 4                                      | Pink Floyd                             | The Division Bell                      | -                         |
| 21. Mai 1994 – 3. Juni 1994 2 Wochen (insgesamt 2) | 2                                      | Tim McGraw                             | Not a Moment Too Soon                  | -                         |
| 4. Juni 1994 – 10. Juni 1994 1 Woche (insgesamt 1) | 1                                      | Original Motion Picture Soundtrack     | The Crow                               | -                         |
| 11. Juni 1994 – 17. Juni 1994 1 Woche (insgesamt 2) | 2                                      | Ace of Base                            | The Sign                               | -                         |
| 18. Juni 1994 – 24. Juni 1994 1 Woche (insgesamt 1) | 1                                      | Beastie Boys                           | Ill Communication                      | -                         |
| 25. Juni 1994 – 15. Juli 1994 3 Wochen (insgesamt 3) | 3                                      | Stone Temple Pilots                    | Purple                                 | -                         |
| 16. Juli 1994 – 16. September 1994 9 Wochen (insgesamt 9) | 9                                      | Elton John, Tim Rice & Hans Zimmer     | The Lion King (Soundtrack)             | -                         |
| 17. September 1994 – 30. September 1994 2 Wochen (insgesamt 2) | 2                                      | Boyz II Men                            | II                                     | -                         |
| 1. Oktober 1994 – 7. Oktober 1994 1 Woche (insgesamt 1) | 1                                      | Eric Clapton                           | From the Cradle                        | -                         |
| 8. Oktober 1994 – 14. Oktober 1994 1 Woche (insgesamt 3) | 3                                      | Boyz II Men                            | II                                     | -                         |
| 15. Oktober 1994 – 28. Oktober 1994 2 Wochen (insgesamt 2) | 2                                      | R.E.M.                                 | Monster                                | -                         |
| 29. Oktober 1994 – 4. November 1994 1 Woche (insgesamt 4) | 4                                      | Boyz II Men                            | II                                     | -                         |
| 5. November 1994 – 18. November 1994 2 Wochen (insgesamt 2) | 2                                      | Original Soundtrack                    | Murder Was the Case                    | -                         |
| 19. November 1994 – 25. November 1994 1 Woche (insgesamt 1) | 1                                      | Nirvana                                | MTV Unplugged in New York              | -                         |
| 26. November 1994 – 9. Dezember 1994 2 Wochen (insgesamt 2) | 2                                      | Eagles                                 | Hell Freezes Over                      | -                         |
| 10. Dezember 1994 – 23. Dezember 1994 2 Wochen (insgesamt 2) | 2                                      | Kenny G                                | Miracles: The Holiday Album            | -                         |
| 24. Dezember 1994 – 30. Dezember 1994 1 Woche (insgesamt 1) | 1                                      | Pearl Jam                              | Vitalogy                               | -                         |